# Джохорська протока
Джохорська протока — протока в Південно-Східній Азії, що відокремлює острів Сінгапур, на якому розташована держава Сінгапур (на півдні) від малазійського штату Джохор (на півночі). Довжина цієї звивистої і вузької протоки — 28 морських миль.
У середній частині протока Джохор перегороджена дамбою і розділяє протоку на східну і західну частини. По дамбі прокладена одноколійна залізнична й автомобільна дороги, які з'єднують порт і місто Сінгапур із залізничною й автомобільною мережею півострова Малакка. На північному березі протоки біля дамби розташоване місто Джохор-Бару, яке є адміністративним центром султанату Джохор, одного зі штатів Малайзії. Після побудови дамби, яка перекрила наскрізний рух кораблів по протоці Джохор, протока і впадаючі в нього ріки обміліли.
Припливні течії в протоці Джохор неправильні півдобові. На їхню швидкість сильно впливає стік води з численних річок, що впадають в протоку. Під час дощів і після них швидкість відпливної течії збільшується, а припливної зменшується. Припливні течії в обох частинах протоки Джохор спрямовані по осі протоки: припливної від входів йде до дамби, а відпливна має зворотний напрямок.
Східна частина протоки Джохор від входу в неї з протоки Куала-Джохор до дамби тягнеться майже на 15 миль на північний захід. З півдня східний вхід у протоку обмежений мисом Чангі, а з півночі — мисом Копок. Ширина входу в протоку між мисами близько 3 миль. Островом Убін східний вхід у протоку розділяється на два проходи: північний — прохід Нанас і південний — прохід Селаранг; останній прохід глибоководних і зручніший для плавання. Частина протоки Джохор, розташована між мисом Тадж — західним краєм острова Убін і дамбою, називається плесом Тебрау.
У північній частині протоки Джохор біля берега острова Сінгапур знаходиться верф Сембаванг, в адміністративному плані підпорядкована порту Сінгапур; біля південного берега півострова Малакка знаходиться малайзійський порт Пасір-Гуданг. Найменша глибина на осі східній частині протоки Джохор (виключаючи прохід Нанас) 10,8 м.
У східній частині протоки Джохор діє система інформації про рух суден; інформація передається радіостанцією (позивний Sembavang), яка знаходиться в районі мису Чангі.